# Menceyato de Achinet
El Menceyato de Achinech era el menceyato que gobernaba toda la isla de Tenerife (Achinech en guanche) antes de su división en nueve demarcaciones territoriales, en verano de 1502 volvió a reconstruirse con Ichasagua y se conquistó en noviembre de 1502.

## Toponimia
Espinosa apunta que «en su lenguaje antiguo la llamaron Achinech», mientras que Abréu Galindo dice que «esta isla de Tenerife se llamaba en su común hablar Chineche». El ingeniero Leonardo Torriani da la variante Chinechi y Juan Núñez de la Peña Chinet o Chinec.
El término Achinech, de procedencia guanche, para Álvarez Delgado indica que Achinech −at-ti-ney− es «una expresión cariñosa o afectiva» que traduce como «he aquí la mía» o «la mía», «mi tierra». El historiador Antonio Tejera Gaspar sugiere una interpretación diferente, relacionando esta denominación con la tribu amazigh Cinithi, que habitaba la región costera de Túnez en época romana.
Juan Bethencourt Alfonso sostuvo que Achinet significaba "infierno", basándose en que "Chinechi" era el término empleado para designarlo. Según su hipótesis, este sería el motivo por el cual los exploradores europeos habrían dado ese nombre a la isla. Para este autor, en la cosmovisión guanche, Chinechi se hallaba "en el centro de la Tierra, aunque comunicado con el exterior a través del Teide (...)", y su soberano absoluto era el diablo (Guayota).
Sobre esta interpretación, lo más parecido en tamazigh es la raíz  M-S (ⵎⵙ) de la que deriva la voz tims, timessi o timsi, es decir, 'fuego' y por extensión 'infierno'. Si bien el cambio de la T inicial a Ch (Č) y la ‘ss’ a ‘ch’ (šš), son fácilmente explicables, la transformación de ‘m’ a ‘n’ es más complicado. En este sentido, la raíz Z-N (ⵣⵏ) que remite normalmente a ‘vender’, en los dialectos meridionales actuales también posee la acepción de ‘ser soberbio, ser peor, agobiar, aplastar, aniquilar, ser muy grave’, lo que podría asociarse con las características del infierno. Así, como plantea Ignacio Reyes García, Chíniche puede venir de tinəzzăy > činišše ‘agobios’, ‘aniquilaciones’, ‘lo peor’.
En relación con esta interpretación, el término más próximo en tamazigh sería la raíz M-S (ⵎⵙ), de la que derivan las voces tims, timessi o timsi, que significan 'fuego' y, por extensión, 'infierno'. Si bien la transformación de la t inicial en ch y de la geminada ss en ch resulta comprensible, el cambio de m a n plantea mayores dificultades. En este sentido, la raíz Z-N (ⵣⵏ), que normalmente significa 'vender', en los dialectos meridionales actuales también adquiere los sentidos de 'ser soberbio', 'ser peor', 'agobiar', 'aplastar', 'aniquilar' o 'ser muy grave', rasgos que podrían vincularse con la idea de infierno. Así, como propone Ignacio Reyes García, Chíniche podría proceder de tinəzzăy > činišše, con el significado de 'agobios', 'aniquilaciones' o 'lo peor'.

### Gentilicio
El gentilicio de los habitantes de Achinet es guanche, formado por la expresión amazigh 'gua n Achineche', 'Wa n Acinic', significando lit. 'el de Achineche', 'persona (natural) de Achineche', esta se simplificó, en "guanche".

## Historia
A finales del siglo XIV (antes de 1390) el menceyato se divide en nueve demarcaciones territoriales. Para muchos historiadores este es el fin del menceyato, pero otros, como Bethencourt Alfonso, afirman que en 1502 Ichasagua y los alzados lo reconstruyeron y que su verdadero fin fue en 1502, al morir Ichasagua.
Según Leonardo Torriani los aborígenes canarios "tenían por costumbre pasar a Tenerife y a Fuerteventura y robar", aunque no se especifica la fecha, se cree que fue antes de la muerte de Tinerfe, aun así, muchos historiadores dudan de la veracidad de ello, puesto que no hay otra fuente que hable sobre el conocimiento de los guanches de la navegación.

### Menceyato de Achinet bajo el liderazgo de Ichasagua

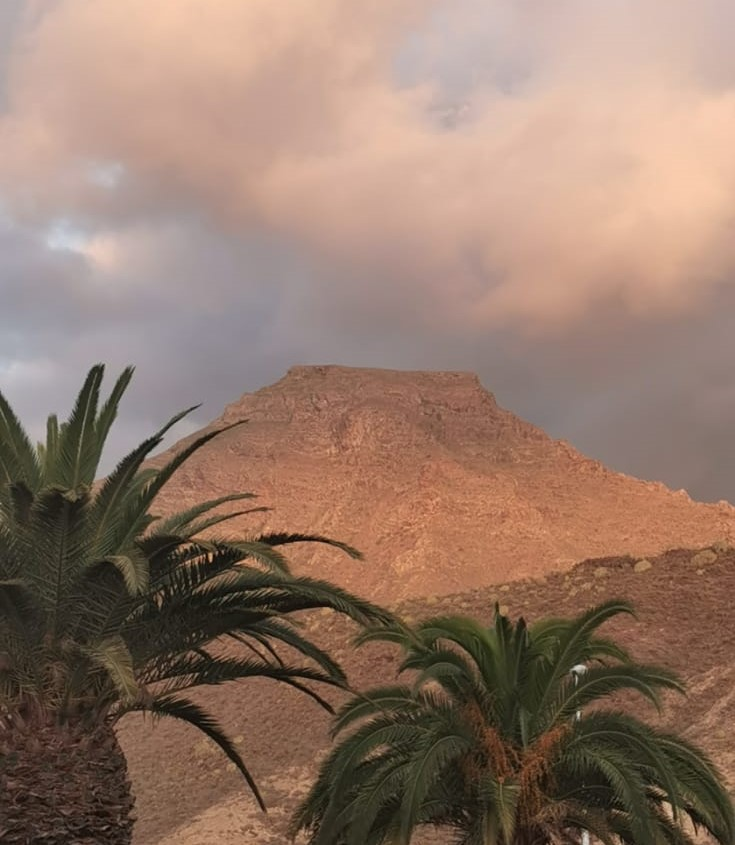
Foto del Roque del conde desde Adeje, donde Ichasagua tuvo su corte

En el verano de 1502 los guanches alzados, eligieron a Ichasagua como mencey de toda la isla, estableciendo este su corte en la fortaleza natural del roque del Conde.
Alonso de Lugo ordenó entonces el envío de tropas para someter Adeje. Una columna, integrada sobre todo por soldados canarios y guanches procedentes de los bandos de paces, marchó por la cumbre; mientras que otra fuerza, dirigida por el mercenario flamenco Jorge Grimón, desembarcó en Los Cristianos con cincuenta espingarderos y ballesteros, llevando consigo las provisiones destinadas a toda la expedición.
Las fuerzas enviadas por Lugo recorrieron todo el territorio de Adeje sin lograr dar con los alzados de Ichasagua, quienes solo atacaban en emboscadas contra pequeños grupos, derrotándolos siempre. Con cada enfrentamiento, las huestes de Ichasagua se iban armando con las armas arrebatadas a las tropas de Lugo, fortaleciéndose día a día, esta situación se prolongó durante varios meses. Finalmente, Lugo decidió cambiar de táctica y recurrió de nuevo al método que tan buenos resultados le había dado en anteriores conquistas, el engaño. Consciente del gran valor que los guanches otorgaban a la palabra dada, ordenó retirar sus tropas y dejó entre ellos a varios guanches sumisos, encargados de sembrar la discordia entre los partidarios de Ichasagua.
Una de las cuadrillas de guanches para perseguir a los alzados la formó Beatriz de Bobadilla y para ello escogió a Jerónimo de Valdés y a miembros destacados de la noble familia guanche de los Tacoronte (hijos y familiares del mencey de Tacoronte, que primero pelearon junto a Bencomo contra de Lugo), se supone que por la promesa de algunas prebendas, se dedicaron a perseguir a los alzados. En esas fechas, Pedro de Adeje y su hermano, Isora estaban presos y los Tacoronte los van a buscar, son liberados el 25 de noviembre tras convencerlos para que se reúnan con los alzados y les comuniquen que deben deponer su actitud y someterse. Acaimo, Pedro de Adeje y el príncipe Isora se ponen en contacto con algunos consejeros de Ichasagua y les hacen las mismas promesas que en Acentejo, entre ellas, que no se tomarían represalias con los alzados. Consiguen convencerlos para que se reúnan con ellos y los enviados de Lugo. La reunión la hacen en el Tagoror, lugar que está cerca del actual Parque de la Reina en Arona. De allí se dirigen al Llano del Rey (llamado así por Ichasagua), al pie del Roque del Conde. Cuando llegaron los comisionados enviados por Fernández de Lugo, al frente de los cuales venia el Príncipe Isora, allí lo esperaba el mencey Ichasagua entre algunos concejeros. Isora los saluda y le transmite las proposiciones de paz. Ichasagua no responde y no contesta al saludo, sin mediar palabra, al ver la gente que rodea, sacó un puñal de su cinto, lo hundió en su pecho, muriendo así el último mencey de la isla y finalizando así el menceyato de Achinet.

## Características
La actividad económica principal de Achinech era la ganadería. Su cabaña ganadera se componía principalmente de cabras y ovejas, de cabra: una de cornamenta cerrada y ubre pequeña, y otra de cornamenta abierta y ubre más voluminosa. La oveja por su parte, era de un tipo africano de pelo liso y cola lanuda.
Habían introducido también cerdos de tipo arcaico y perros de una raza de pequeño tamaño que llamaban cancha. En algunos yacimientos arqueológicos también han aparecido restos de gatos y erizos. Todos estos animales parecen haber formado parte también de la dieta aborigen.
Los guanches poseían un hábitat principalmente troglodita. A este respecto, fray Espinosa indica que «su morada era comúnmente en cuevas que naturaleza crio, o en otras hechas a mano en piedra tosca, con muy buena orden labradas, y donde no habían cuevas hacían casas de piedra seca y paja encima...».
La capital del menceyato se ubicaba en las cercanías del moderno casco urbano de Adeje, donde se encontraba la casa de los menceyes. Los poblados importantes se encontraban al norte de la isla, como el actual valle de La Orotava. Cuando Ichasagua restauró el menceyato la capital fue el roque del Conde.